# Товариство любителів фентезі «Лазар Комарчич»

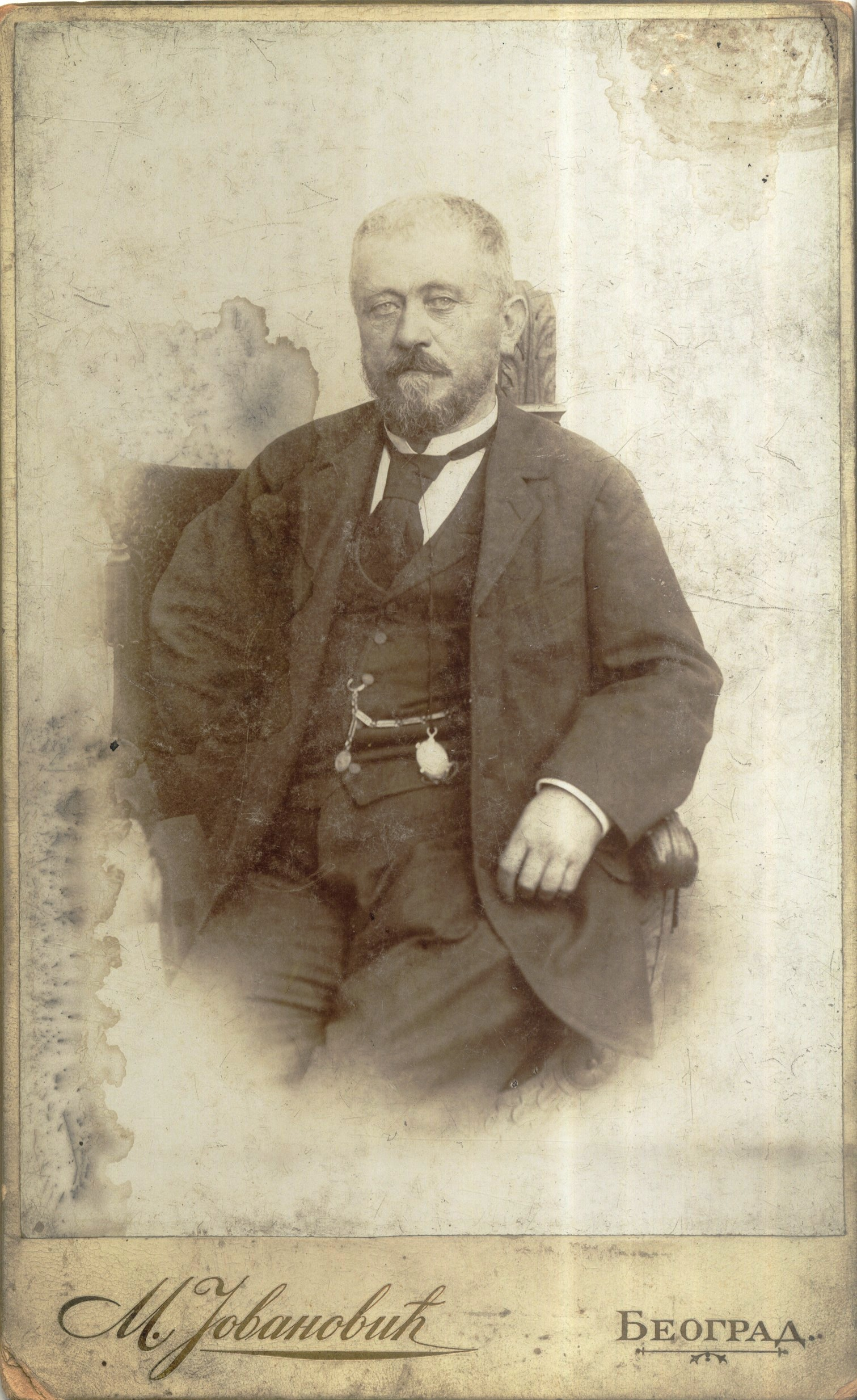
Лазар Комарчич

Товариство любителів фентезі Лазара Комарчича було засновано в Белграді в 1981 році. Це одне з найважливіших товариств для популяризації фентезі на Західних Балканах.
Товариство названо на честь Лазаря Комарчича (1839–1909), сербського журналіста і письменника, автора першого сербського науково-фантастичного роману «Одна згасла зоря» (1902).

## Членство та асоційовані члени
Серед засновників, членів, співавторів і друзів товариства майже всі важливі письменники, редактори, публіцисти та дослідники сербської художньої літератури: Бобан Кнежевич, Деян Айдачич, Ілія Бакич, Лідія Беатович, Душан Белча, Стеван Бошняк, Любомир Дамнянович, Мілан Драшкович, Растислав Дурман, Зоран Живкович, Павле Зелич, Слободан Івков, Зоран Якшич, Боян Йович, Владімір Лазович, Александар Манич Монья, Александар Маркович, Міодраг Мілованович, Ясміна Михайлович, Александар Б. Неделкович, Іван Нешич, Ото Олтваньї, Милорад Павич, Зоран Пешич Сигма, Ліляна Праізович, Душан-Владислав Пажджерскі, Славен Радованович, Даніель Рельїч, Горан Скробоня, Горан Станкович, Зоран Стефанович, Споменка Стефанович-Пулулу, Даніела Танаскович, Слободан Чурчич, Драган Р. Філіпович, Драгана Стоїлкович, Тамара Луяк, Радміло Анджелкович.
Вищезазначене стосується коміксів та інших образотворчих художників, таких як: Драган Боснич, Володимир Весович, Алекса Гаїч, Добросав Боб Живкович, Зоран Янетов, Деян Ненадов, Желько Пахек, Дарко Перович, Зоран Туцич та інші.

## Нагороди спільноти
Товариство присуджує такі нагороди
- Премія «Лазар Комарчич» за найкращі фантастичні твори, опубліковані в попередньому році (з 1984)
- Премія «Любомир Дамнянович» за найкращі твори, опубліковані в минулому році в клубному фанзині Emitor (з 2003 р.)
- Премія товариства «Лазар Комарчич» за внесок у сербську художню літературу (з 2007)

## Видавництво
Окрім довготривалого та культового фанзину-прозайну Емитор, компанія час від часу видає книги та інші публікації, такі як:
- Комарчич, Лазар. Одна згасла зоря, роман, факсимільне перевидання, 2006.
- Укус пристрасті (розповіді еротичної фантастики), 2007